# Linia (jednostka)
Linia – pozaukładowa jednostka miary długości stosowana dawniej w różnych systemach mierniczych. W krajach anglosaskich równa 1/10 cala angielskiego (2,54 mm), w Polsce 1/12 cala polskiego (2 mm).
Dawniej popularnie stosowana przy określaniu kalibru broni palnej (np. karabin 3-liniowy miał kaliber 7,62 mm), a także przy podawaniu wymiarów guzików.